# Minstrel in the Gallery
Minstrel in the Gallery is een album van de Britse progressieve-rockband Jethro Tull, uitgebracht in 1975.

## Geschiedenis
Het album werd opgenomen in Monte Carlo, in een studio die Ian Anderson in een vrachtwagen had laten bouwen, zodat ze gedurende hun tournee aan nieuwe albums konden werken.
Anderson scheidde in deze periode van zijn eerste vrouw Jennie, en verkocht zijn appartement in Baker Street, Londen. Hij leefde een jaar lang in hotels, en sloot zichzelf in december 1974 een maand lang op om dit album te schrijven. Daar zou hij naar eigen zeggen meer inspiratie opdoen. De algemene lijn van het album bestaat uit droefenis, treurnis en boosheid.
Het nummer Baker St. Muse is een bijna 17 minuten durende epos. Het wordt onderverdeeld in vijf delen:
- Baker St. Muse
- Pig-Me And The Whore
- Nice Little Tune
- Crash-Barrier Waltzer
- Mother England Reverie

Dit album is volgens de band een van hun betere. Muzikaal leunt het album zwaar op het gitaarwerk van Ian Anderson en Martin Barre.

## Nummers
1. Minstrel In The Gallery
2. Cold Wind To Valhalla
3. Black Satin Dancer
4. Requiem
5. One White Duck / 010 = Nothing At All
6. Baker St. Muse
7. Grace
8. Summerday Sands¹
9. Pan Dance
10. March The Mad Scientist
11. Minstrel In The Gallery (live)¹
12. Cold Wind To Valhalla (live)¹

¹Bonusnummers op de digitaal geremasterde versie.

## Bezetting
- Ian Anderson (zang, akoestische gitaar, dwarsfluit)
- Martin Barre (elektrische gitaar)
- John Evan (piano, orgel)
- Jeffrey Hammond-Hammond (basgitaar, contrabas)
- Barriemore Barlow (drums, percussie)

Gastmuzikanten:
- David Palmer (arrangement voor orkest)
- Patrick Halling (viool)
- Elizabeth Edwards (viool)
- Rita Eddowest (viool)
- Bridget Proctor (viool)
- Katharine Thullborn (cello)